# راهبه

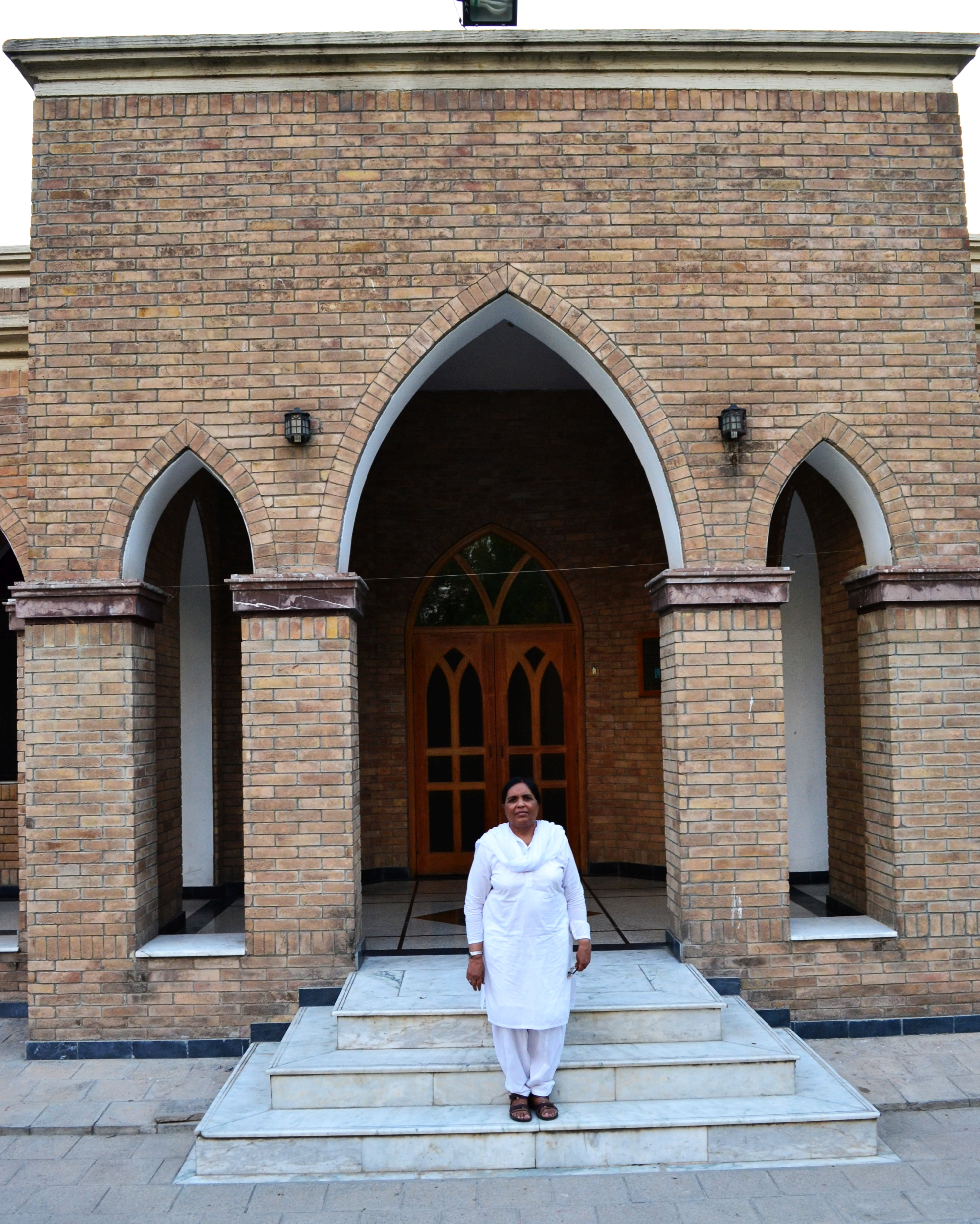
خواهر روحانی در مدرسه‌ای در پاکستان

راهب زن یا راهبه (به عربی: راهبة) به زنی گفته می‌شود که با رُهبانیت زندگی می‌کند. او ممکن است زنی باشد که تصمیم گرفته زندگیش را وقف خدمت به دیگران کند یا زاهدی که داوطلبانه جامعه را ترک می‌کند و زندگی را به عبادت و تفکر در صومعه یا دیر می‌گذراند.
راهبه باید باکره باشد و اگر خلاف چنین چیزی اثبات شود او را از مقام رهبانیت عزل میکنند

## نام
رُهبانیت یکی از انواع جمع عربی از واژه عربی «راهب» است. خود واژه راهب از ریشه «رهب» عربی به معنای ترس آمده و به کسی گفته می‌شود که از خدا می‌ترسد و به عبادت او می‌پردازد. راهب با پسوند "ـه" مونث سازی شده است.